# Ehagua dubiosa
Ehagua dubiosa är en insektsart som först beskrevs av Dozier 1931.  Ehagua dubiosa ingår i släktet Ehagua och familjen dvärgstritar. Inga underarter finns listade i Catalogue of Life.